# Poecilohetaerella punctatifrons
Poecilohetaerella punctatifrons är en tvåvingeart som först beskrevs av Tonnoir och Malloch 1926.  Poecilohetaerella punctatifrons ingår i släktet Poecilohetaerella och familjen lövflugor. Inga underarter finns listade i Catalogue of Life.